# 智囊補
《智囊》，又稱《智囊補》，也稱《智囊全集》、《增智囊補》、《增廣智囊補》等，明代馮夢龍著。

## 内容
该书是冯梦龙根据稗官野史、传说传奇、历史故事、笔记丛谈等古代文献整理而成。思想内容丰富多彩，社会价值博大精深，对古代政治、军事、经济、思想和社会风俗都多有描述和解读。其中描写明朝的文字文章揭露了明朝的统治阶级腐败无能和宠信宦官佛道，表现了冯梦龙忧国忧民的一片丹心。
全書共收錄先秦迄明代的歷代智慧故事1238則，依內容分為十部二十八卷，序曰：“人有智，猶地有水；地無水為焦土，人無智為行尸。智用于人，猶水行于地，地勢坳則水滿之，人事坳則智滿之。周覽古今成敗得失之林，蔑不由此。”
初编成于明天启六年（1625年），初名《智囊》，重刊時改名《智囊補》，故事增至1061則。 

## 目錄
全書分為十部、二十八類。
1. 上智部：見大、遠猷、通簡、迎刃
2. 明智部：知幾、億中、剖疑、經務
3. 察智部：得情、詰奸
4. 胆智部：威克、識斷
5. 术智部：零變、應卒、敏悟
6. 捷智部：委蛇、謬數、權奇
7. 语智部：辯才、善言
8. 兵智部：不戰、智勝、詭道、武案
9. 闺智部：賢智、雄略
10. 杂智部：狡黠、小慧

## 评价
清代李渔：“惟恐失一哲人，漏一慧语”。